# ウィリアム・キング (メイン州知事)

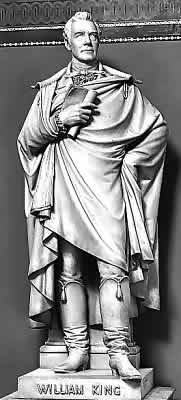
国立彫像ホール・コレクションに置かれているウィリアム・キングの大理石像

ウィリアム・キング（英:William King、1768年2月9日 - 1852年6月17日）は、アメリカ合衆国メイン州バース出身の商人、造船業者、軍隊士官および政治家である。メイン州が州になることの中心的提唱者であり、1820年にマサチューセッツ州から分かれて州昇格を果たした時に初代知事になった。

## 個人と事業の経歴
キングは1768年2月9日に当時はマサチューセッツ植民地のスカーボローで、商人かつ造船業者であるリチャード・キングとメアリー・ブラック夫妻の子供として生まれた。正式な教育は地元の学校に限られ（1期はフィリップス・アカデミーに通った）、13歳のときで終わった。その大半は独学であり、真にたたき上げの人だった。製材所の働き手として職歴をはじめ、自分の製材所を持つまでになった。
キングはその後実質的に可能な限りあらゆる方向に事業を広げた。造船業者になり、船主にもなった。メイン地区では最大の商船業者にもなった。メイン地区ブランズウィックにメインでは初めての綿糸工場を開設した。バースで初めての銀行を設立し社長になった。

## 政歴
キングは1795年に民主共和党員として政治の世界で活動するようになった。1795年から1799年にはマサチューセッツ州下院のトップシャム町選出議員になった。バースに移転した後で1804年にそこの選出議員になった。1807年から1811年にはリンカーン郡選出のマサチューセッツ州上院議員になった。
1812年に米英戦争が勃発すると、マサチューセッツ州はキングを民兵隊の少将に任命し、メイン地区を担当させた。キングは沿岸の船舶運行や防衛にその注意の大半を向けた。しかし、正規軍のための徴兵業務も指揮し、そのことでアメリカ陸軍の大佐にもなった。戦争の遂行と防衛の必要性のためにメイン地区には大変困難な時期だった。このために1813年、キングはマサチューセッツ州からメイン地区が分離独立するための7年間にわたる努力を始めた。
1816年、キングはマサチューセッツ州上院議員に再選され、最終的に1818年、メイン州が別の州になることへの承認を得た。結局、ミズーリ妥協の結果として、1820年3月15日にメイン州は州として認められた。このことに感謝した住民がキングを新しい州の知事に選出した。
1821年5月ジェームズ・モンロー大統領がキングをスペインとの条約を交渉する特使に任命した。1824年までにメキシコの独立闘争を巡る問題にアメリカ合衆国が巻き込まれないようにしておく条約の交渉に成功した。キングは母国に戻って私生活を再開した。
キングは所属政党をホイッグ党に変えて、1834年に再度知事選に出馬したが落選した。

## その後の人生
キングは傑出した実業家、投資家および船主であり続けた。受けた教育は限られていたとしても、ボードウィン大学の理事および監督者、さらにウォータービル・カレッジ（現在のコルビー大学）の理事として長年勤めた。キングは1852年6月17日にバースの自宅で死に、そこのオークグラブ墓地に埋葬されている。1878年、キングの大理石像が、メイン州に割り当てられた2体の彫像の1つとして、ワシントンD.C.アメリカ合衆国議会議事堂の国立彫像ホール・コレクションに寄贈された。